# Риттер, Александр Андреевич
Александр Андреевич Риттер (23 января [4 февраля] 1836 — 22 января [3 февраля] 1892) — русский архитектор. Автор ряда зданий в Санкт-Петербурге.

## Биография
Родился 23 января (4 февраля) 1836 года. Учился в Академии Художеств. В 1861 году получил малую серебряную медаль за программу «Проект дома архитектора». В 1863 году удостоен звания свободного художника. Ученик архитектора Л. Бонштедта.
Член-учредитель  и действительный член Петербургского общества архитекторов (до 1879 года).
Проживал в Петербурге по адресу: Кадетская линия, 7 (1878—1892).
Скончался 22 января (3 февраля) 1892 года. Отпевание прошло в  Реформатской церкви на Большой Морской улице, похоронен на Смоленском лютеранском кладбище в Петербурге.

## Проекты и постройки
- Особняк А. А. Риттера. Днепровский переулок, 16 (1867; перестроен)[4];
- Особняк К. Задлера (изменение фасада). 8-я линия, 25 (1868—1869)[4];
- Производственное здание торгового дома «Сименс и Гальске».  6-я линия, 59 (1882)[8];
- особняк В. И. Гота. Петровский проспект, 20, корпус 3 (1882);
- Дом А. А. Риттера (перестройка). Набережная Лейтенанта Шмидта, 29 (1886)[4];
- Доходный дом (надстройка, капитальный ремонт). 1-я линия, 48 (1891; перестроен)[9].

## Семья
Жена Катарина Риттер, урожденная Мюллер (1848–1896).
Дети:
Владимир (1871–1873);
Вильгельм (1862–1866);
Павел (1869–1870);
Николай (1881–1902).